# Флорианополис
Флориано́полис (порт. Florianópolis) — город в Бразилии, столица штата Санта-Катарина. Центр города расположен на западном берегу острова Санта-Катарина и соединяется с материком самым длинным подвесным мостом Бразилии — мостом Эрсилиу Луза.
Составная часть мезорегиона Гранди-Флорианополис. Находится в составе крупной городской агломерации Флорианополис. Входит в экономико-статистический микрорегион Флорианополис. Население составляет 537 211 человек согласно переписи населения в 2022 году, проведенной Бразильским институтом географии и статистики. Занимает площадь 433,317 км². Плотность населения — 915,5 чел./км².

## История
Город основан 23 марта 1726 года.
Испанцы пытались колонизировать остров с 1542 г., но в 1675 г. уступили все права на него португальцам, которые в 1700 г. и основали город Дештерру (Desterro), переименованный в честь президента Флориану Пейшоту после изгнания с острова повстанцев в 1893 г. В 1854 году открыта Публичная библиотека штата, содержащая по состоянию на 2025 год 125 тысяч томов, среди которых редкие издания XVII, XVIII, XIX и XX веков.
В 1807—1809 годах город Дештерру посещала команда шлюпа «Диана», совершающая кругосветное путешествие из Кронштадта на Камчатку, в том числе лейтенант Василий Головнин и штурман Андрей Хлебников.

## Транспорт
Международный аэропорт «Эрсилиу Лус».

## Музеи
- Художественный музей Санта-Катарины

## Статистика
- Валовой внутренний продукт на 2005 составляет 6 259 393 тыс. реалов (данные: Бразильский институт географии и статистики).
- Валовой внутренний продукт на душу населения на 2005 составляет 15 776,00 реалов (данные: Бразильский институт географии и статистики).
- Индекс развития человеческого потенциала на 2000 составляет 0,875 (данные: Программа развития ООН).

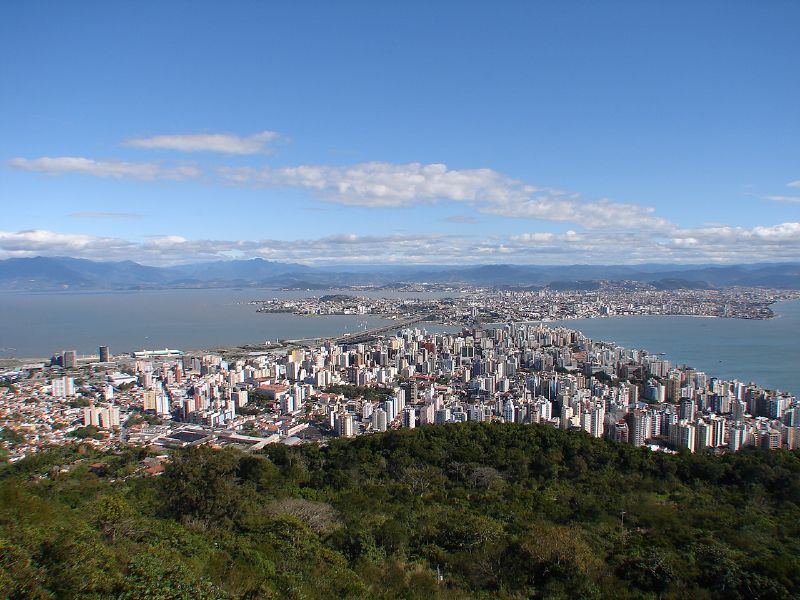
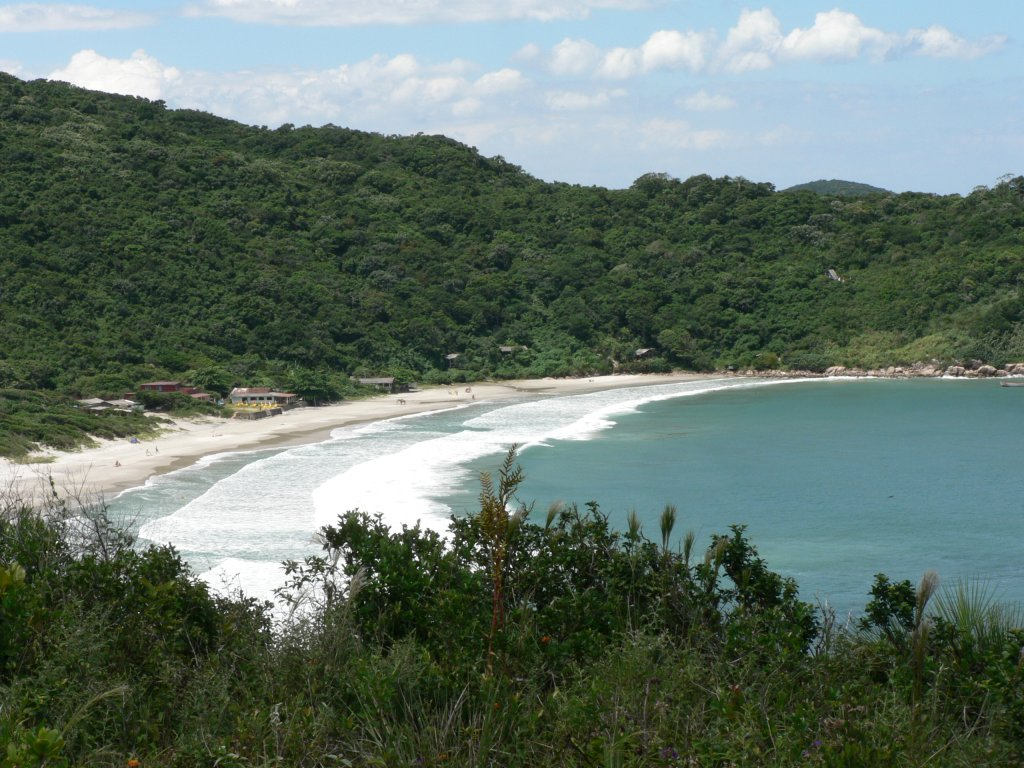
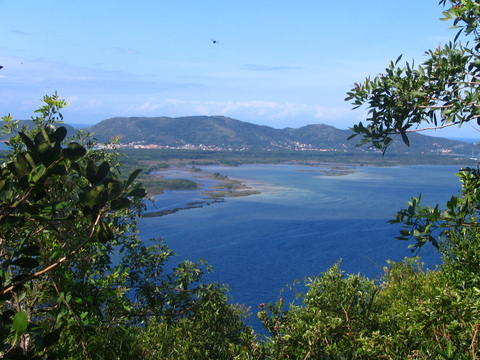
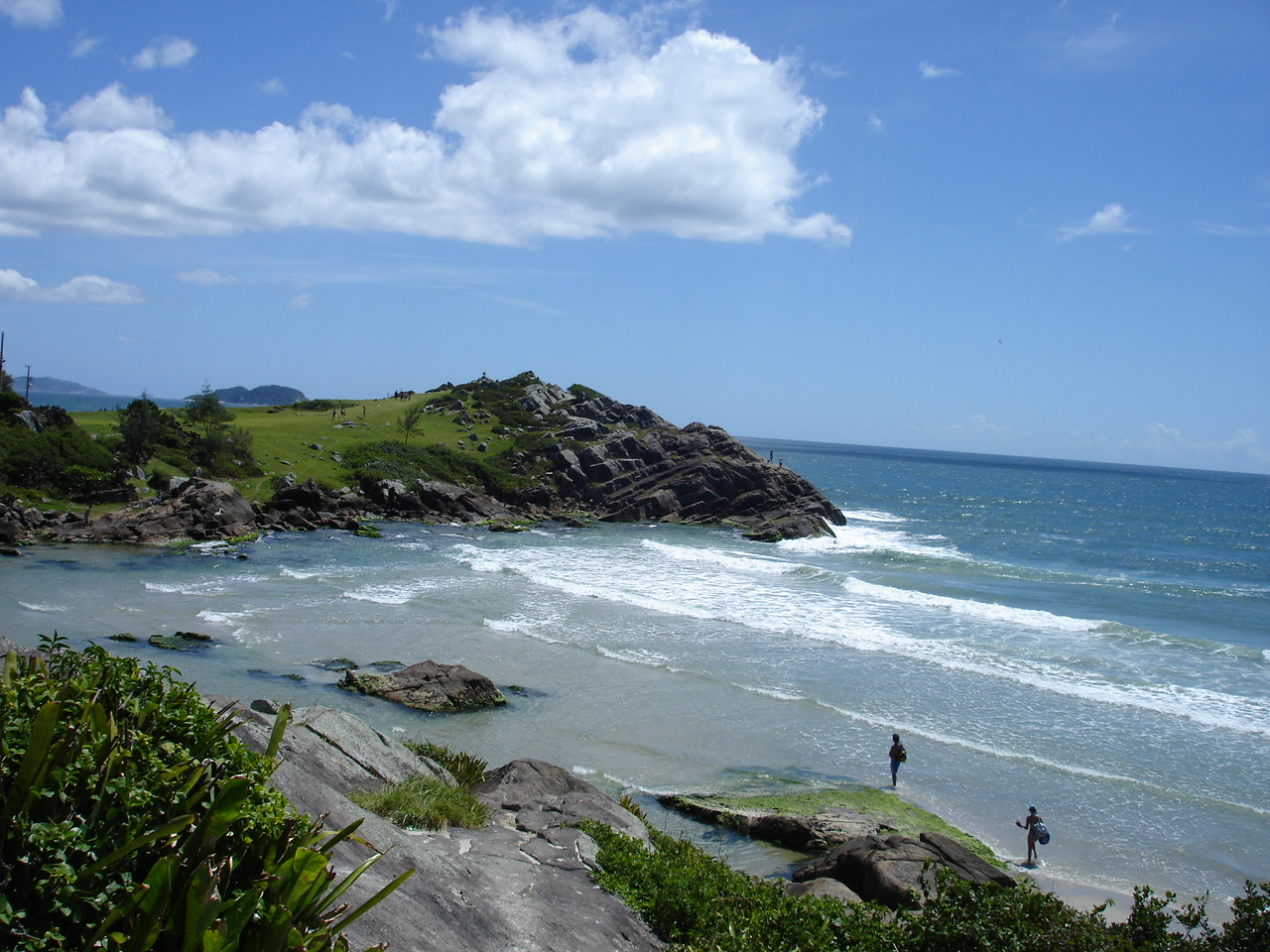